# Жабура Яна Андріївна
Жабура Яна Андріївна (нар. 1999) — українська юна винахідниця, студентка механіко-машинобудівного інституту Національного технічного університету України «Київський політехнічний інститут імені Ігоря Сікорського».

## Життєпис
Яна Жабура у 2017 році закінчила Технічний ліцей НТУУ «КПІ» м. Києва. Ще школяркою посіла І місце на Всеукраїнському конкурсі-захисті науково-дослідницьких робіт учнів-членів МАН України у відділенні технічних наук, секції науково-технічної творчості та винахідництва (94,81 б.). Того ж року брала участь у Стокгольмському семінарі молодих вчених (Stockholm International Youth Science Seminar) та виборола срібну медаль на 29-му Конкурсі молодих вчених Європейського Союзу (EUCYS-2017), що проходив у вересні в Естонії.
У 2017 році вступила до механіко-машинобудівного інституту Національного технічного університету України «Київський політехнічний інститут імені Ігоря Сікорського».
У 2018 році нагороджена премією Київського міського голови за особливі досягнення молоді у розбудові столиці України-міста-героя Києва.

## Винаходи
Яна Жабура, навчаючись у НТУУ «Київський політехнічний інститут» ім. Ігоря Сікорського, розробила проєкт «Дельта-робот з розширеними можливостями». Цей робот може виконувати функції, подібні до функцій руки людини: переміщувати й орієнтувати у просторі предмети.
|  | «Незважаючи на свої переваги, дельта-робот не має широкого застосування через неможливість повертати предмет, з яким він працює, – він може тільки переміщувати його, – розповіла Яна. – Основною ідеєю моєї роботи є зміна конструкції робота, що дає змогу робити повороти об’єкта, при цьому зберегти переваги класичної моделі». |

Винахідниця запропонувала робити повороті «лапок» у місці їхнього кріплення до основи, що, у свою чергу, впливає на положення інструменту і «зберігає» переваги класичної моделі. Вони повертаються за рахунок крокових двигунів приблизно на 90°.

## Нагороди та визнання
- Срібна медаль на 29-му Конкурсі молодих вчених Європейського Союзу (EUCYS-2017);
- Лавреатка стипендії Президента України;
- Премія Київського міського голови за особливі досягнення молоді у розбудові столиці України-міста-героя Києва (2018)
- Перемога на Всеукраїнському конкурсі-захисті науково-дослідницьких робіт учнів-членів МАН України у відділенні технічних наук, секції науково-технічної творчості та винахідництва.